# Ben Hüning
Ben Vincent Hüning (* 11. November 2004 in Dinslaken) ist ein deutscher Fußballspieler.

## Werdegang
Der Innenverteidiger begann seine Karriere im Nachwuchsbereich des MSV Duisburg und wechselte als A-Jugendlicher zu Rot-Weiss Essen, wo er überwiegend in der A-Junioren-Bundesliga eingesetzt wurde. Am 14. September 2022 absolvierte er sein einziges Spiel in der ersten Mannschaft der Essener beim Zweitrundenspiel im Niederrheinpokal beim 1. FC Wülfrath. Im Sommer 2023 wechselte Hüning zum SC Wiedenbrück in die viertklassige Regionalliga West, wo er auf Anhieb Stammspieler wurde. Nach nur einer Saison zog Hüning weiter zum Drittligisten Borussia Dortmund II. Sein Profidebüt feierte er am 3. August 2024 beim 3:0-Sieg der Dortmunder gegen die SpVgg Unterhaching.

## Erfolge
- Niederrheinpokalsieger: 2023